# Dizzy Mizz Lizzy
Dizzy Mizz Lizzy – rockowe trio z Danii założone w roku 1988. 
W skład zespołu wchodzą: Tim Christensen (gitara, wokale, słowa), Martin Nielsen (gitara basowa) i Søren Friis (perkusja). W 1993 wygrali duński konkurs muzyczny co zapewniło im kontrakt z wytwórnią. W roku 1994 wydali swoją pierwszą płytę: Dizzy Mizz Lizzy. Album odniósł ogromny sukces w Danii sprzedając się w liczbie 200 tysięcy egzemplarzy.
Zespół nie zdobył popularności w innych krajach, prócz dobrych wyników sprzedaży w Japonii. W roku 1996 wydali swój drugi album pt. Rotator, który sprzedał się w liczbie 100 tysięcy kopii. Niepowodzenia na rynku międzynarodowym doprowadziły do rozwiązania zespołu w 1998.
Tim Christensen rozpoczął karierę solową